# Chalon-sur-Saône (quận)
Quận Chalon-sur-Saône là một quận của Pháp, nằm ở tỉnh Saône-et-Loire, ở vùng Bourgogne-Franche-Comté. Quận này có 15 tổng và 151 xã.

## Các đơn vị hành chính

### Các tổng
Các tổng của quận Chalon-sur-Saône là: 
1. Buxy
2. Chagny
3. Chalon-sur-Saône-Centre
4. Chalon-sur-Saône-Nord
5. Chalon-sur-Saône-Ouest
6. Chalon-sur-Saône-Sud
7. Givry
8. Montceau-les-Mines-Nord
9. Montceau-les-Mines-Sud
10. Montchanin
11. Mont-Saint-Vincent
12. Saint-Germain-du-Plain
13. Saint-Martin-en-Bresse
14. Sennecey-le-Grand
15. Verdun-sur-le-Doubs

### Các xã
Các xã của quận Chalon-sur-Saône, và mã INSEE là: 
| 1. Allerey-sur-Saône (71003)          | 2. Allériot (71004)                     | 3. Aluze (71005)                       | 4. Barizey (71019)                      |
| 5. Baudrières (71023)                 | 6. Beaumont-sur-Grosne (71026)          | 7. Bey (71033)                         | 8. Bissey-sous-Cruchaud (71034)         |
| 9. Bissy-sur-Fley (71037)             | 10. Bouzeron (71051)                    | 11. Boyer (71052)                      | 12. Bragny-sur-Saône (71054)            |
| 13. Bresse-sur-Grosne (71058)         | 14. Buxy (71070)                        | 15. Cersot (71072)                     | 16. Chagny (71073)                      |
| 17. Chalon-sur-Saône (71076)          | 18. Chamilly (71078)                    | 19. Champagny-sous-Uxelles (71080)     | 20. Champforgeuil (71081)               |
| 21. Charnay-lès-Chalon (71104)        | 22. Charrecey (71107)                   | 23. Chassey-le-Camp (71109)            | 24. Chaudenay (71119)                   |
| 25. Chenôves (71124)                  | 26. Châtel-Moron (71115)                | 27. Châtenoy-en-Bresse (71117)         | 28. Châtenoy-le-Royal (71118)           |
| 29. Ciel (71131)                      | 30. Clux (71138)                        | 31. Crissey (71154)                    | 32. Culles-les-Roches (71159)           |
| 33. Damerey (71167)                   | 34. Demigny (71170)                     | 35. Dennevy (71171)                    | 36. Dracy-le-Fort (71182)               |
| 37. Farges-lès-Chalon (71194)         | 38. Fley (71201)                        | 39. Fontaines (71202)                  | 40. Fragnes (71204)                     |
| 41. Genouilly (71214)                 | 42. Gergy (71215)                       | 43. Germagny (71216)                   | 44. Gigny-sur-Saône (71219)             |
| 45. Givry (71221)                     | 46. Gourdon (71222)                     | 47. Granges (71225)                    | 48. Guerfand (71228)                    |
| 49. Jambles (71241)                   | 50. Jugy (71245)                        | 51. Jully-lès-Buxy (71247)             | 52. L'Abergement-Sainte-Colombe (71002) |
| 53. La Chapelle-de-Bragny (71089)     | 54. La Charmée (71102)                  | 55. La Loyère (71265)                  | 56. La Villeneuve (71578)               |
| 57. Laives (71249)                    | 58. Lalheue (71252)                     | 59. Lans (71253)                       | 60. Le Puley (71363)                    |
| 61. Les Bordes (71043)                | 62. Lessard-en-Bresse (71256)           | 63. Lessard-le-National (71257)        | 64. Longepierre (71262)                 |
| 65. Lux (71269)                       | 66. Mancey (71274)                      | 67. Marcilly-lès-Buxy (71277)          | 68. Marigny (71278)                     |
| 69. Marnay (71283)                    | 70. Mary (71286)                        | 71. Mellecey (71292)                   | 72. Mercurey (71294)                    |
| 73. Messey-sur-Grosne (71296)         | 74. Mont-Saint-Vincent (71320)          | 75. Mont-lès-Seurre (71315)            | 76. Montagny-lès-Buxy (71302)           |
| 77. Montceau-les-Mines (71306)        | 78. Montceaux-Ragny (71308)             | 79. Montchanin (71310)                 | 80. Montcoy (71312)                     |
| 81. Morey (71321)                     | 82. Moroges (71324)                     | 83. Nanton (71328)                     | 84. Navilly (71329)                     |
| 85. Oslon (71333)                     | 86. Ouroux-sur-Saône (71336)            | 87. Palleau (71341)                    | 88. Pontoux (71355)                     |
| 89. Remigny (71369)                   | 90. Rosey (71374)                       | 91. Rully (71378)                      | 92. Saint-Ambreuil (71384)              |
| 93. Saint-Boil (71392)                | 94. Saint-Bérain-sur-Dheune (71391)     | 95. Saint-Christophe-en-Bresse (71398) | 96. Saint-Clément-sur-Guye (71400)      |
| 97. Saint-Cyr (71402)                 | 98. Saint-Denis-de-Vaux (71403)         | 99. Saint-Didier-en-Bresse (71405)     | 100. Saint-Désert (71404)               |
| 101. Saint-Eusèbe (71412)             | 102. Saint-Germain-du-Plain (71420)     | 103. Saint-Germain-lès-Buxy (71422)    | 104. Saint-Gervais-en-Vallière (71423)  |
| 105. Saint-Gilles (71425)             | 106. Saint-Jean-de-Vaux (71430)         | 107. Saint-Julien-sur-Dheune (71435)   | 108. Saint-Laurent-d'Andenay (71436)    |
| 109. Saint-Loup-Géanges (71443)       | 110. Saint-Loup-de-Varennes (71444)     | 111. Saint-Léger-sur-Dheune (71442)    | 112. Saint-Marcel (71445)               |
| 113. Saint-Mard-de-Vaux (71447)       | 114. Saint-Martin-d'Auxy (71449)        | 115. Saint-Martin-du-Tartre (71455)    | 116. Saint-Martin-en-Bresse (71456)     |
| 117. Saint-Martin-en-Gâtinois (71457) | 118. Saint-Martin-sous-Montaigu (71459) | 119. Saint-Maurice-des-Champs (71461)  | 120. Saint-Maurice-en-Rivière (71462)   |
| 121. Saint-Micaud (71465)             | 122. Saint-Privé (71471)                | 123. Saint-Romain-sous-Gourdon (71477) | 124. Saint-Rémy (71475)                 |
| 125. Saint-Vallerin (71485)           | 126. Saint-Vallier (71486)              | 127. Sainte-Hélène (71426)             | 128. Santilly (71498)                   |
| 129. Sassangy (71501)                 | 130. Sassenay (71502)                   | 131. Saules (71503)                    | 132. Saunières (71504)                  |
| 133. Savianges (71505)                | 134. Sennecey-le-Grand (71512)          | 135. Sercy (71515)                     | 136. Sermesse (71517)                   |
| 137. Sevrey (71520)                   | 138. Toutenant (71544)                  | 139. Tronchy (71548)                   | 140. Varennes-le-Grand (71555)          |
| 141. Vaux-en-Pré (71563)              | 142. Verdun-sur-le-Doubs (71566)        | 143. Verjux (71570)                    | 144. Vers (71572)                       |
| 145. Villegaudin (71577)              | 146. Villeneuve-en-Montagne (71579)     | 147. Virey-le-Grand (71585)            | 148. Écuelles (71186)                   |
| 149. Écuisses (71187)                 | 150. Épervans (71189)                   | 151. Étrigny (71193)                   |                                         |